# Evelyn Dennison Hone
Sir Evelyn Dennison Hone (* 13. Dezember 1911 in Rhodesien; † 18. September 1979) war der letzte Gouverneur Nordrhodesiens.
Als er das Amt als Gouverneur von Nordrhodesien am 23. April 1959 als Nachfolger von Sir Arthur Edward Trevor Benson antrat, war er gerade als Knight Commander des Order of St Michael and St George in den Ritterstand erhoben worden. Während seiner Amtszeit trug er maßgeblich dazu bei, dass sich Nordrhodesien als Staat Sambia unabhängig erklären konnte. Seine Amtszeit endete am 24. Oktober 1964, als der Staat Sambia gegründet und Kenneth Kaunda zu dessen erstem Präsidenten wurde.
Am 1. Januar 1965 wurde er zum Knight Grand Cross des Order of St Michael and St George erhoben.
Mehrere Schulen, Gebäude und eine Hochschule für Kunst wurden nach Evelyn Hone benannt, wie das Evelyn Hone College of Applied Arts and Commerce in Lusaka.